# 시나트라 (소프트웨어)
시나트라(Sinatra)는 루비로 작성된 자유-오픈 소스 소프트웨어 웹 애플리케이션 라이브러리이자 도메인 특화 언어이다. 루비 온 레일즈, Merb, 니트로, 캠핑 등 다른 루비 웹 애플리케이션 프레임워크 대신 사용할 수 있다. 랙 웹 서버 인터페이스에 의존한다. 이 소프트웨어의 제목은 음악가 프랭크 시나트라의 이름을 따서 지어졌다.
Blake Mizerany에 의해 설계, 개발된 시나트라는 크기가 작고 유연하다. 루비 온 레일즈 등 다른 프레임워크에 사용되는 일반적인 모델-뷰-컨트롤러 패턴을 준수하지 않는다. 그 대신, 시나트라는 루비를 사용하여 "최소한의 노력으로 빠르게 웹 애플리케이션을 만드는 데" 초점을 두고 있다.
시나트라를 사용하는 일부 저명한 기업들과 기관들로는 애플, 영국방송공사, 영국 정부의 정부 디지털 서비스, 링크드인, 미국 국가안보국, 엔진 야드, 헤로쿠, 깃허브, 스트라이프, 송버드가 있다. Travis CI는 시나트라 개발을 대부분 재정적으로 제공하고 있다.
시나트라는 2007년에 개발, 오픈 소스화되었다.

## 예시
```
#!/usr/bin/env ruby

require
 
'sinatra'

get
 
'/'
 
do

  
redirect
 
to
(
'/hello/World'
)

end

get
 
'/hello/:name'
 
do

  
"Hello 
#{
params
[
:name
]
}
!"

end

```

## 추가 문헌
- Harris, Alan; Haase, Konstantin (November 2011). “Sinatra: Up And Running” Fir판. 오라일리 미디어: 120. ISBN 978-1-4493-0423-2.
- Harper, Dan. “Singing with Sinatra — nettuts”.
- “Sinatra Book”. 2013년 6월 22일에 원본 문서에서 보존된 문서. 2019년 4월 15일에 확인함.